# Hermann Henselmann

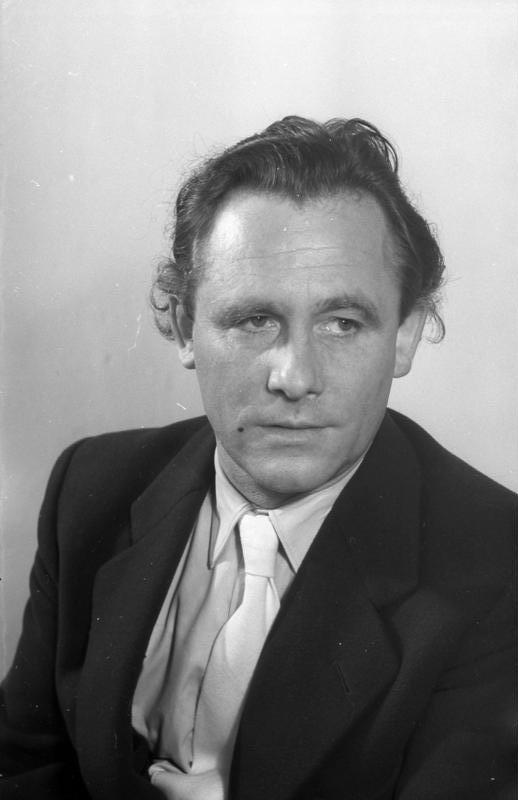
Hermann Henselmann, 1952

Hermann Henselmann (* 3. Februar 1905 in Roßla; † 19. Januar 1995 in Berlin) war ein deutscher Architekt. Sein Wirken prägte Architektur und Städtebau in der DDR der 1950er und 1960er Jahre. Er war u. a. Chefarchitekt des Ost-Berliner Magistrats.
Besonders bekannt ist Henselmann für seine sozialistisch-klassizistischen Bauten der 1950er Jahre nach den „16 Grundsätzen des Städtebaus“ (u. a. Frankfurter Tor/Strausberger Platz Berlin), für seine modernistischen Stadthochhäuser in Leipzig und Jena sowie für die Entwurfsidee des Berliner Fernsehturms.

## Leben

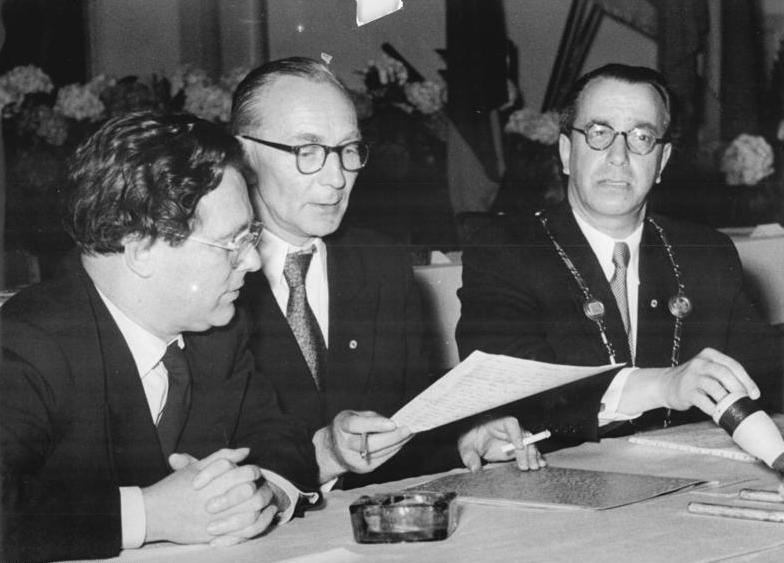
Hermann Henselmann als Chefarchitekt in Ost-Berlin (im Bild links) zusammen mit Kurt Liebknecht (rechts), dem Präsidenten der Deutschen Bauakademie (DBA), und Edmund Collein, dem Vizepräsidenten der Akademie (Mitte), im Mai 1954 bei der zweiten öffentlichen Vollversammlung der DBA

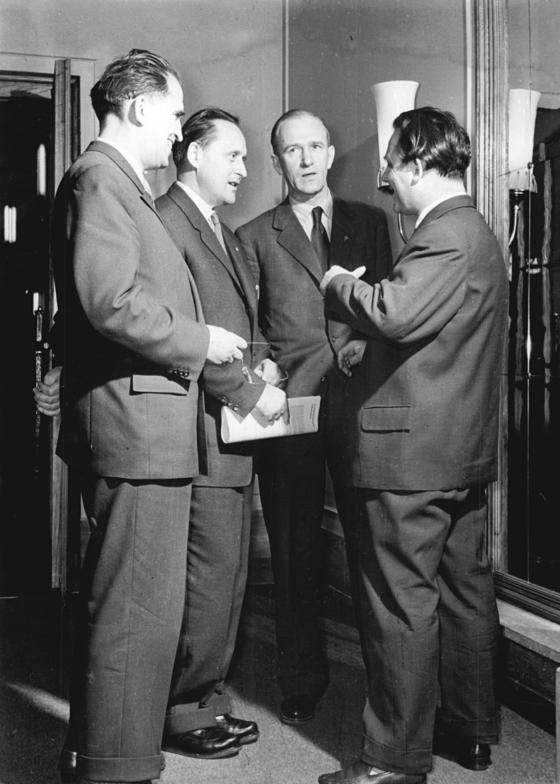
Hermann Henselmann (ganz rechts) und Gerhard Kosel (zweiter von links) 1957 während des Kongresses der Deutschen Architekten in Leipzig

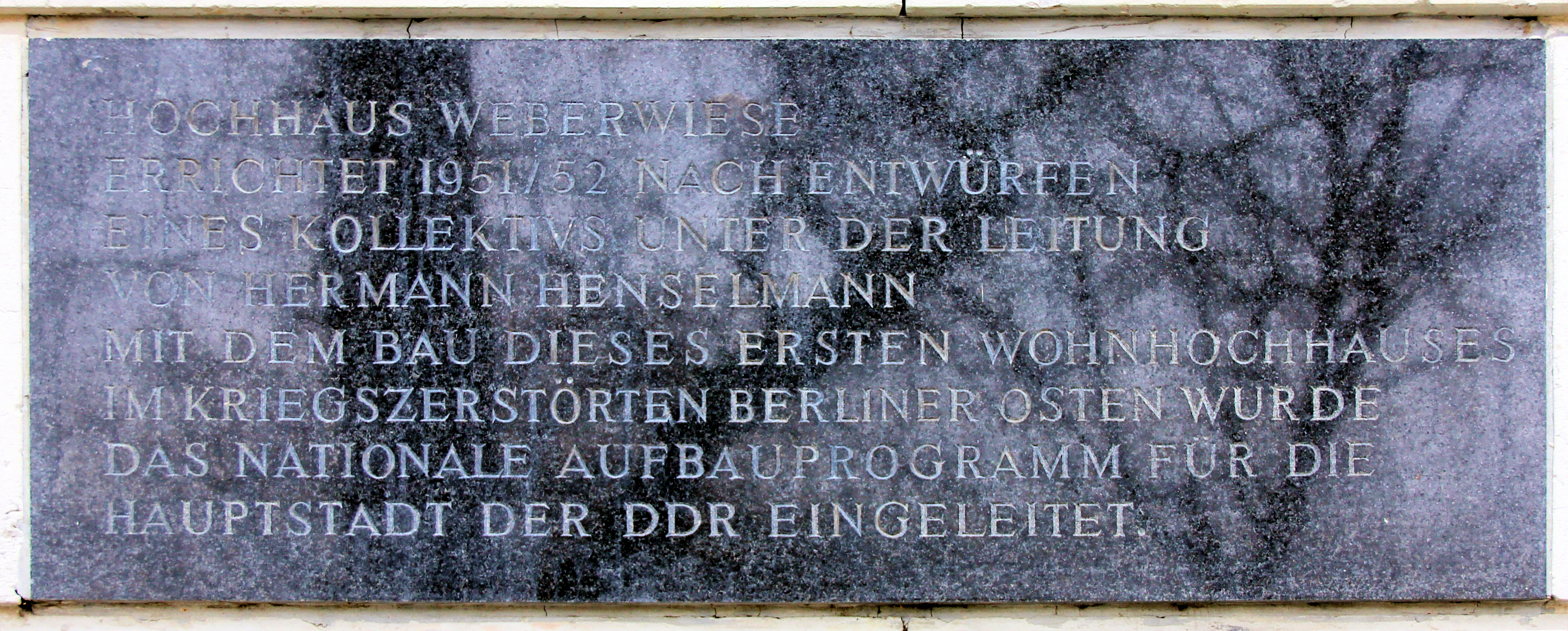
Gedenktafel am Haus Marchlewskistraße 25a, in Berlin-Friedrichshain

Hermann Henselmann wuchs als Sohn des Bildhauermeisters Martin Henselmann in Bernburg (Saale) auf, erhielt hier seine Schulausbildung und absolvierte eine Tischlerlehre. Er studierte anschließend an der Handwerker- und Kunstgewerbeschule Berlin, wo er Zeichnen, Modellieren und Gestalten lernte. Von 1926 bis 1930 war er Mitarbeiter von Arnold Bruhn in Kiel und Leo Nachtlicht in Berlin.
Im Jahr 1930 baute er zusammen mit seinem Freund, dem ungarischen Filmarchitekten Alexander Ferenczy, die Villa Kenwin im schweizerischen Montreux für das englische Ehepaar Kenneth McPherson und Anni Winnifred Ellerman (Bryher) in radikal moderner Form nach seinem Vorbild Le Corbusier. Danach machte er sich als Architekt selbstständig. Er plante und realisierte zahlreiche Wohngebäude in Berlin und Umgebung. Mit dem 1934 in Kleinmachnow errichteten Haus vom Hoff geriet Henselmann in Streit mit dem nationalsozialistischen Regime, er trat folgerichtig nicht in die Reichskulturkammer der bildenden Künste ein. Henselmann musste seine Selbstständigkeit aufgeben und arbeitete bis 1939 als angestellter Architekt in dem auf Industriebau spezialisierten Büro von Carl Brodführer und Werner Issel, ab 1939 als Angestellter für den Wiederaufbau von kriegszerstörten Bauernhöfen im Wartheland (Lebensraum im Osten) und als Büroleiter von Godber Nissen.
Nach Kriegsende wurde Henselmann zunächst Stadtbaurat in Gotha, dann 1946 Direktor der Staatlichen Hochschule für Baukunst und Bildende Künste in Weimar und 1949 Abteilungsleiter am Institut für Bauwesen der Deutschen Akademie der Wissenschaften, Berlin (DDR). Er übernahm die Meisterwerkstatt I und wurde zusammen mit den Meisterwerkstätten II, Hanns Hopp, und III, Richard Paulick, aufgefordert, Vorschläge für die Neubebauung der Stalinallee zu entwickeln. Obwohl die „modernistische Architekturauffassung“ seines Entwurfs für das Hochhaus an der Weberwiese politisch infrage gestellt worden war, erhielt er trotzdem den Zuschlag und errichtete das Haus im Stil des Sozialistischen Klassizismus ebenso wie die nachfolgende Bebauung am Strausberger Platz. Mit seiner Ehefrau und acht Kindern bezog er selbst eine in der 6. Etage liegende Wohnung am Strausberger Platz, im Haus des Kindes. Das Frankfurter Tor, wo Henselmann Betonfertigteile einsetzte, führte zur weitestgehenden Industrialisierung des Bauwesens. Oscar Niemeyer bezeichnete anlässlich seines Berlin-Besuchs Mitte der 1950er Jahre die Ost-West Magistrale in Ost-Berlin als „eine der bedeutendsten Alleen der europäischen Metropolen“. Aldo Rossi stellte während der Mailänder Triennale [1973] die Verkehrsachse als ein legitimes Modell postmoderner Architektur vor, in diesem Zusammenhang verwies Thilo Hilpert auch auf das von Môrice Leroux entworfene Stadtzentrum von Villeurbanne (1927–1931).
Aufgrund seiner Leistungen im Projekt Stalinallee wirkte Henselmann von 1953 bis 1959 als Chefarchitekt beim Magistrat von Groß-Berlin. Anschließend, bis 1964, war er Chefarchitekt des Instituts für Sonderbauten der Bauakademie in unterschiedlichen Entwurfsbrigaden. Bis 1967 leitete Henselmann das Institut für Typenprojektierung (VEB) für industrielles Bauen und von 1967 bis zu seiner Pensionierung 1972 das Institut für Städtebau und Architektur der Bauakademie.
Nach der deutschen Wiedervereinigung wurden die verschiedenen Bauinstitute der DDR abgewickelt, Henselmann bot 1991 dem Deutschen  Architekturmuseum in Frankfurt am Main seinen Nachlass zur Übernahme an. Doch das Museum, vertreten durch seinen damaligen Direktor Vittorio Magnago Lampugnani, lehnte ab. So überließ Hermann Henselmann schließlich dem Archiv der Akademie der Künste Berlin alle seine Arbeitsunterlagen. Der schriftliche Nachlass wird in der Sächsischen Landesbibliothek – Staats- und Universitätsbibliothek Dresden bewahrt.

## Familiäres

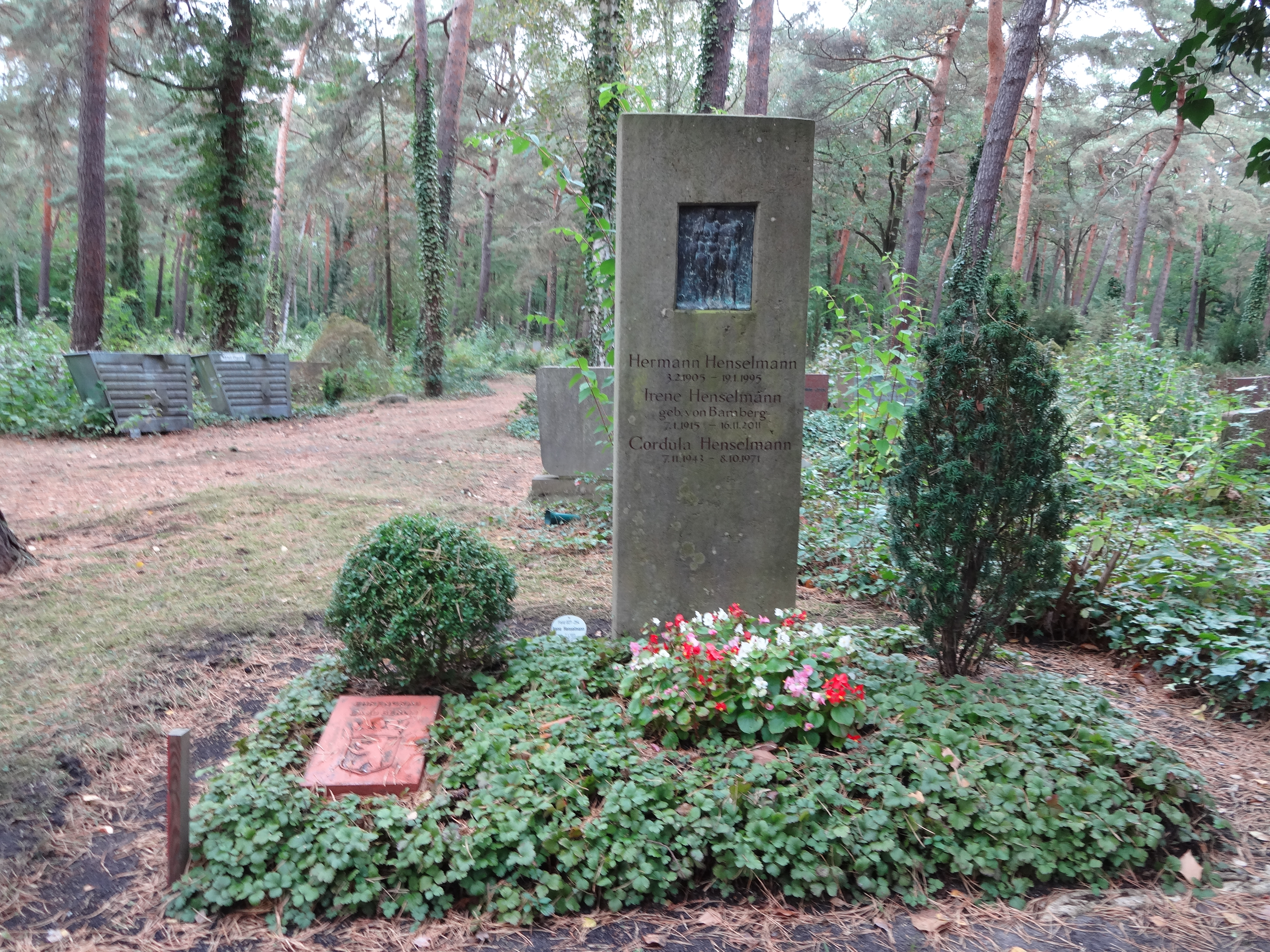
Ehrengrab auf dem Waldfriedhof Zehlendorf (2016)

Hermann Henselmanns Vater Martin Henselmann wurde 1881 im russischen Bely geboren, als Sohn der jüdischen Eheleute Abraham Henselmann und Auguste Marie geborene Schöneberg, die ebenfalls der jüdischen Religionsgemeinschaft angehört hatte. Hermanns Mutter Anna war laut Bescheid »deutschblütig«.
Henselmann war mit der Architektin Irene (Isi) Henselmann, geborene von Bamberg, verheiratet, mit der er acht Kinder hatte. Eines der Enkelkinder, Florentine Anders, ist Journalistin geworden und veröffentlichte im Jahr 2025 ihren ersten Roman Die Allee, in dem sie die große Henselmann-Familie biografisch darstellt. Durch die Schwester seiner Frau, Karin-Sibylle, war er der Schwager von Robert Havemann.
Henselmann ist auf dem Waldfriedhof Zehlendorf bestattet. Sein Grab ist als Ehrengrab der Stadt Berlin gewidmet.

## Hermann-Henselmann-Stiftung
Zum 100. Geburtstag von Hermann Henselmann im Jahr 2005 gründete sein Sohn Andreas Henselmann die Hermann-Henselmann-Stiftung. Sie widmet sich den Fragen der Architektur und des Städtebaus unter sozialen, ästhetischen und gesellschaftspolitischen Aspekten.

## Wahrnehmung in der Kunst
Wolf Biermann spielt in seinem Lied Acht Argumente für die Beibehaltung des Namens Stalinallee für die Stalinallee 1972 auf die wechselhafte Einschätzung Henselmanns durch die Staatsführung der DDR an: „Und Henselmann kriegte Haue / Damit er die Straße baut / Und weil er sie dann gebaut hat / Hat man ihn wieder verhaut.“

## Bauwerke (Auswahl)
Als Henselmanns Hauptwerke gelten das Haus des Lehrers, einige Wohnbauten entlang der damaligen Stalinallee, der Kuppelbau der Kongresshalle am Alexanderplatz und das City-Hochhaus Leipzig.
- 1929–1931: (in Zusammenarbeit mit Alexander Ferenczy) Villa Kenwin in La Tour-de-Peilz, Kanton Waadt, Schweiz[14]
- 1930: Wettbewerbsentwurf für ein Theater in Charkow, Sowjetunion
- 1931–1932: Wohnhaus Heinecke, Kleinmachnow (bei Berlin)
- 1933: Wohnhaus Stengl, Kleinmachnow
- 1934: Wohnhaus Ihring, Kleinmachnow
- 1934–1935: Wohnhaus vom Hoff, Auf der Weinmeisterhöhe, Berlin-Gatow (Gartengestaltung Hermann Mattern)
- 1936: Wettbewerbsentwurf für eine höhere Knabenschule in Berlin-Zehlendorf
- 1938–1940: (in Zusammenarbeit mit Günther Wentzel) Wohnbauten für die Treuhandstelle der Berliner und Schlesischen Wohnungsunternehmen GmbH
- 1941–1942: (in Zusammenarbeit mit Günther Wentzel) Bauernhöfe für Volksdeutsche in Balzweiler, Kreis Hohensalza, Wartheland (heute Balczewo bei Inowroclaw, Polen)[15]
- 1943–1945: (im Büro Godber Nissen) Bauten der Avia-Flugzeugfabriken in Prag
- 1945: Entwurf der Neubauernsiedlung Neuheide bei Großfurra mit 30 Wohn-Stall-Häusern vom Typ Thüringen (erste Neubauernsiedlung nach dem Zweiten Weltkrieg in Deutschland)[16]
- 1946: Entwurf für zwei Kleinhäuser für Vorlesungen an der Hochschule für Baukunst und Bildende Künste Weimar, siehe auch: Studiotheater Belvedere Weimar
- 1947: Entwurf für ein Kulturhaus der DEFA (Typenserie)
- 1947: Entwurf für einen Arbeiterklub der Kammgarnspinnerei Niederschmalkalden
- 1947: Entwurf der Wohnsiedlung Maxhütte in Unterwellenborn
- 1947: Entwurf für die Zentralschule der SED in Tambach-Dietharz
- 1948: Wettbewerbsentwurf zum Wiederaufbau der Volksbühne in Berlin
- 1949: Entwürfe für Kulturhäuser auf dem Land, die im Zusammenhang mit den Maschinen-Ausleihstationen (MAS) entstehen sollten
- 1949: Entwurfsstudie für ein Kulturhaus der Buna-Werke
- 1950: Erweiterungsbauten der Jugendhochschule „Wilhelm Pieck“ am Bogensee
- 1950: Entwurf für ein Kulturhaus auf dem Lande
- 1951/1952: Berlin, Hochhaus an der Weberwiese, Berlin-Friedrichshain
- 1951–1953: Haus des Kindes und Haus Berlin am Strausberger Platz
- 1952–1958: erster Bauabschnitt der Stalinallee (ein zwei Kilometer langer Bauabschnitt zwischen Strausberger Platz und der ostwärts weiterführenden Frankfurter Allee)[17]
- 1952–1954: Wohnbebauung Strausberger Platz, Berlin-Friedrichshain
- 1955: Erweiterungsbau für das Gasthaus Zenner im Treptower Park, Berlin-Alt-Treptow
- 1957–1960: Wohnbebauung Frankfurter Tor, Berlin-Friedrichshain
- 1958: Turm der Signale, Studie (künstlerische Beratung) (Vorlage für den Berliner Fernsehturm, 1969)
- 1961–1964: Haus des Lehrers mit der Kongresshalle, Berlin-Mitte
- 1968–1970: Leninplatz, Berlin-Friedrichshain (seit 1992 Platz der Vereinten Nationen)
- 1968: Hochhaus der Karl-Marx-Universität, Leipzig (heute City-Hochhaus Leipzig)
- 1969: Hochhaus der Universität Jena (konzipiert als Forschungshochhaus der Zeiss-Werke, heute Jentower)

Bauten von Hermann Henselmann (Berlin, wenn nicht explizit angegeben)
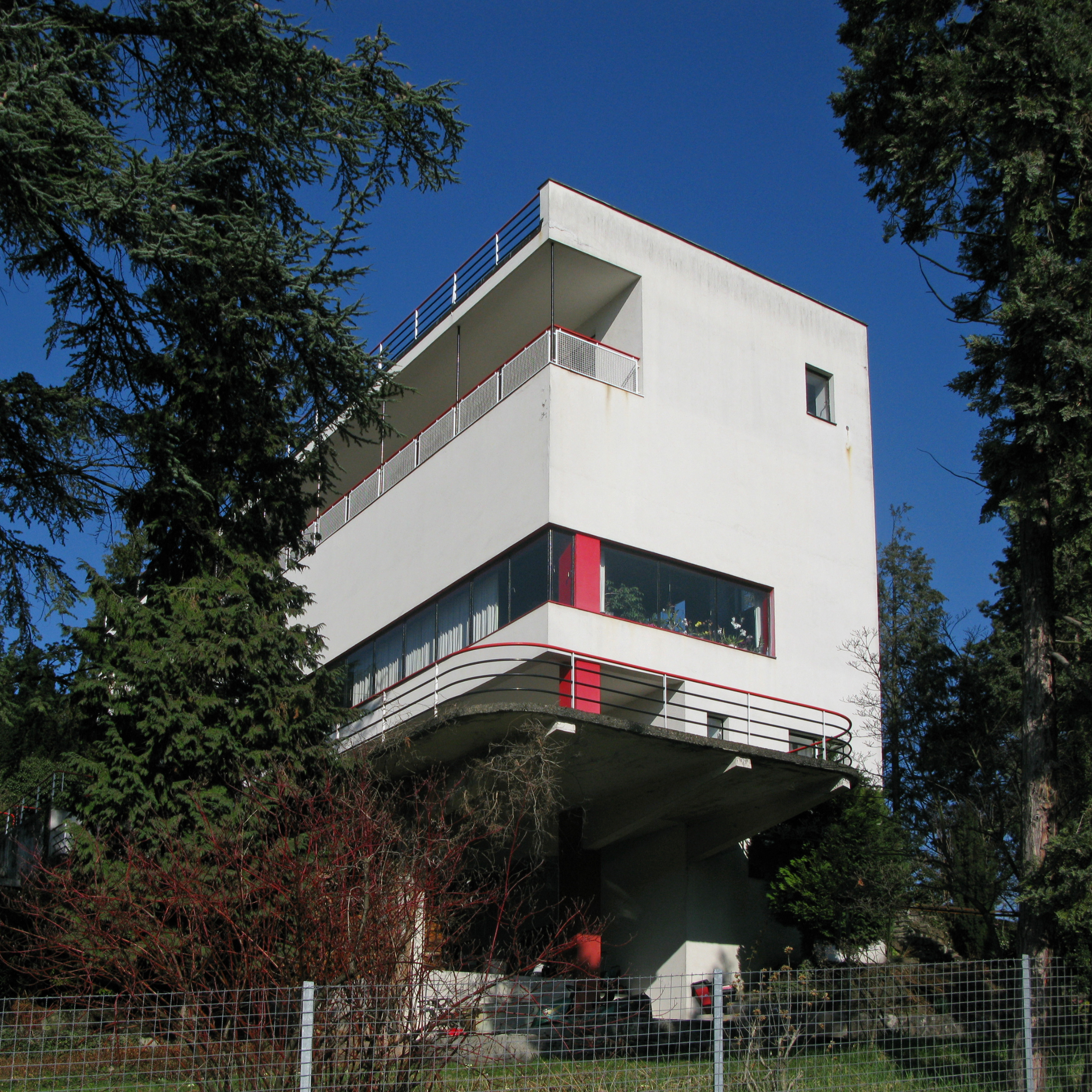
Villa Kenwin (La Tour-de-Peilz, Schweiz) (Foto 2011)
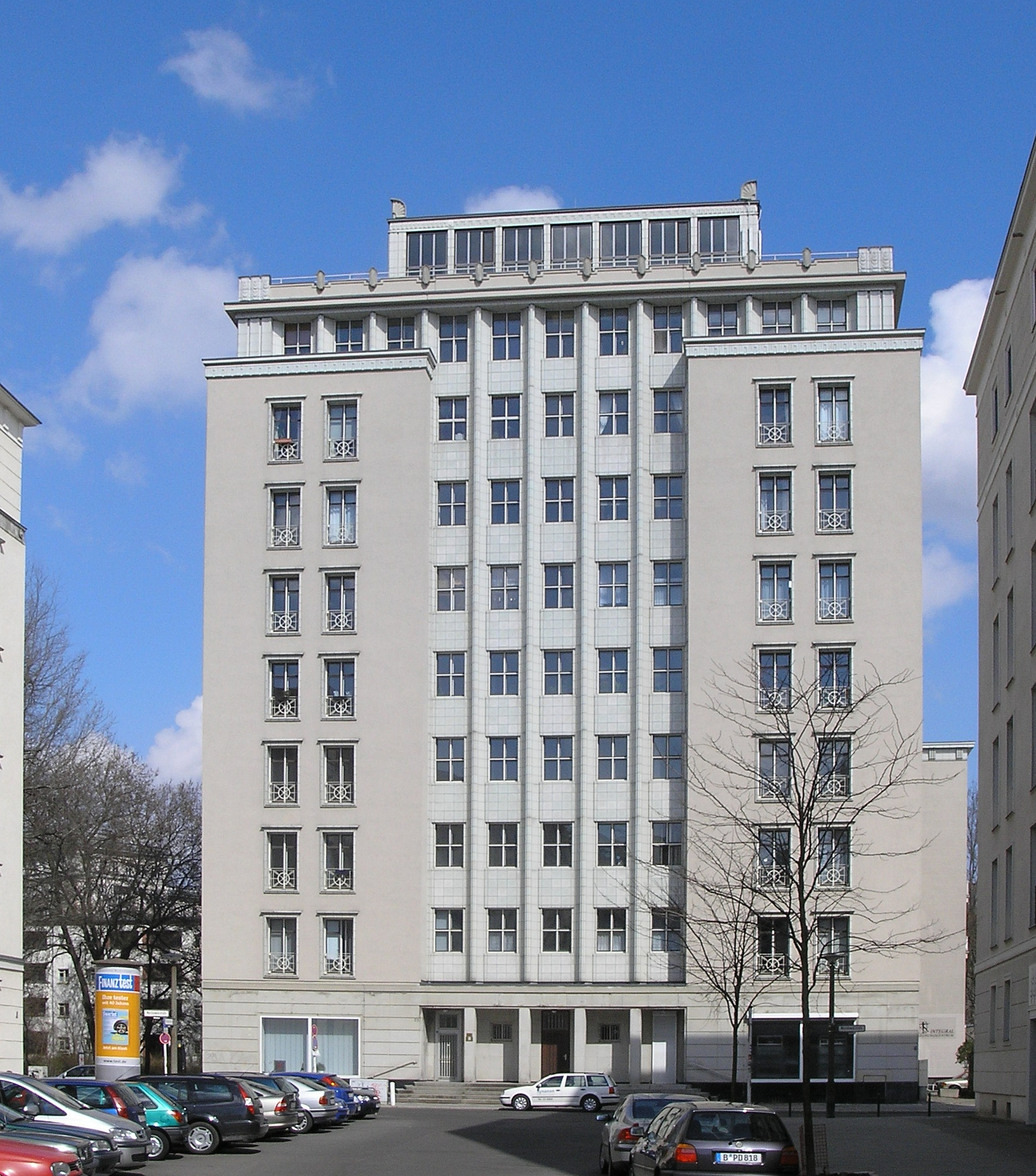
Hochhaus an der Weberwiese (Foto 2006)
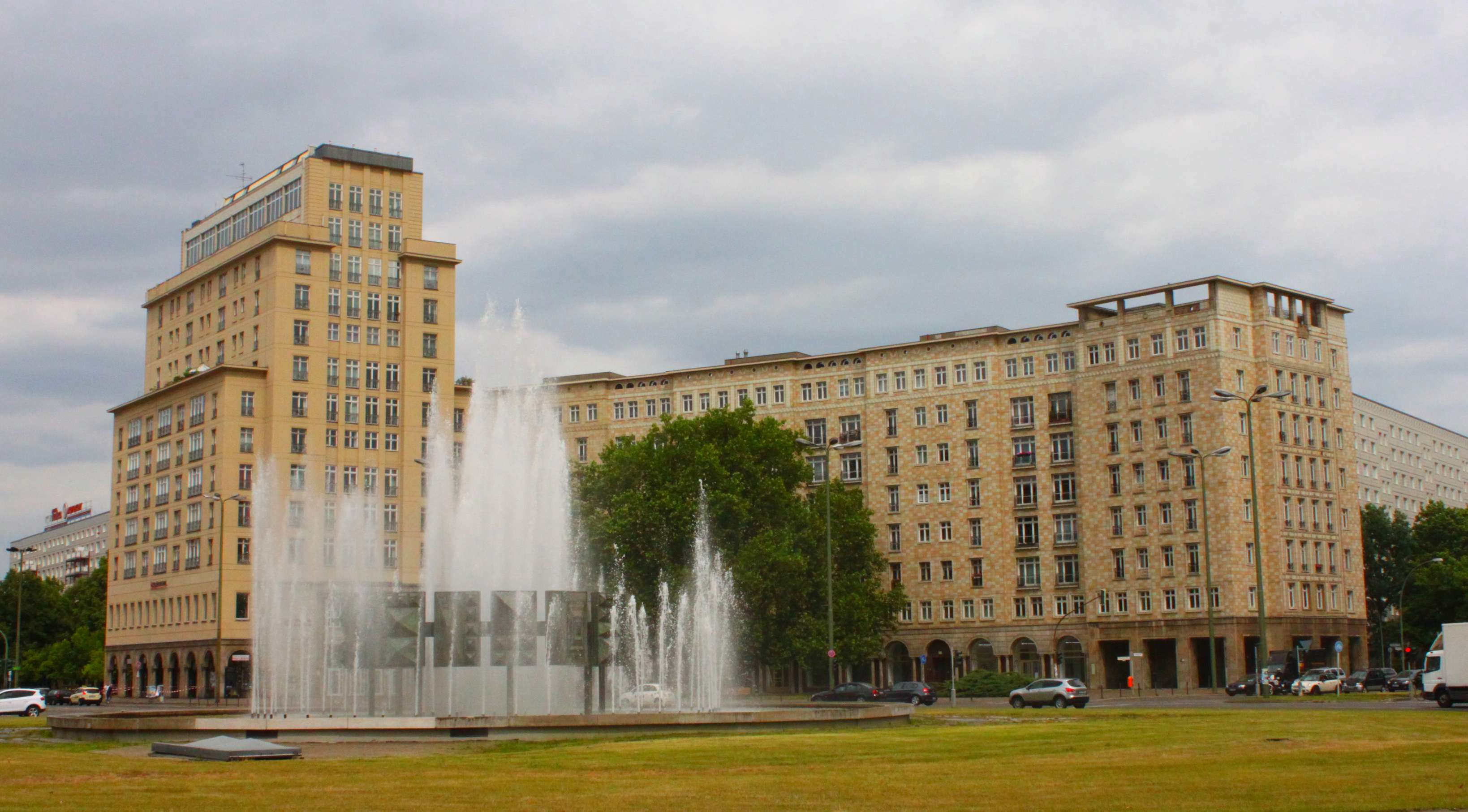
Strausberger Platz, links Haus Berlin (Foto 2012)
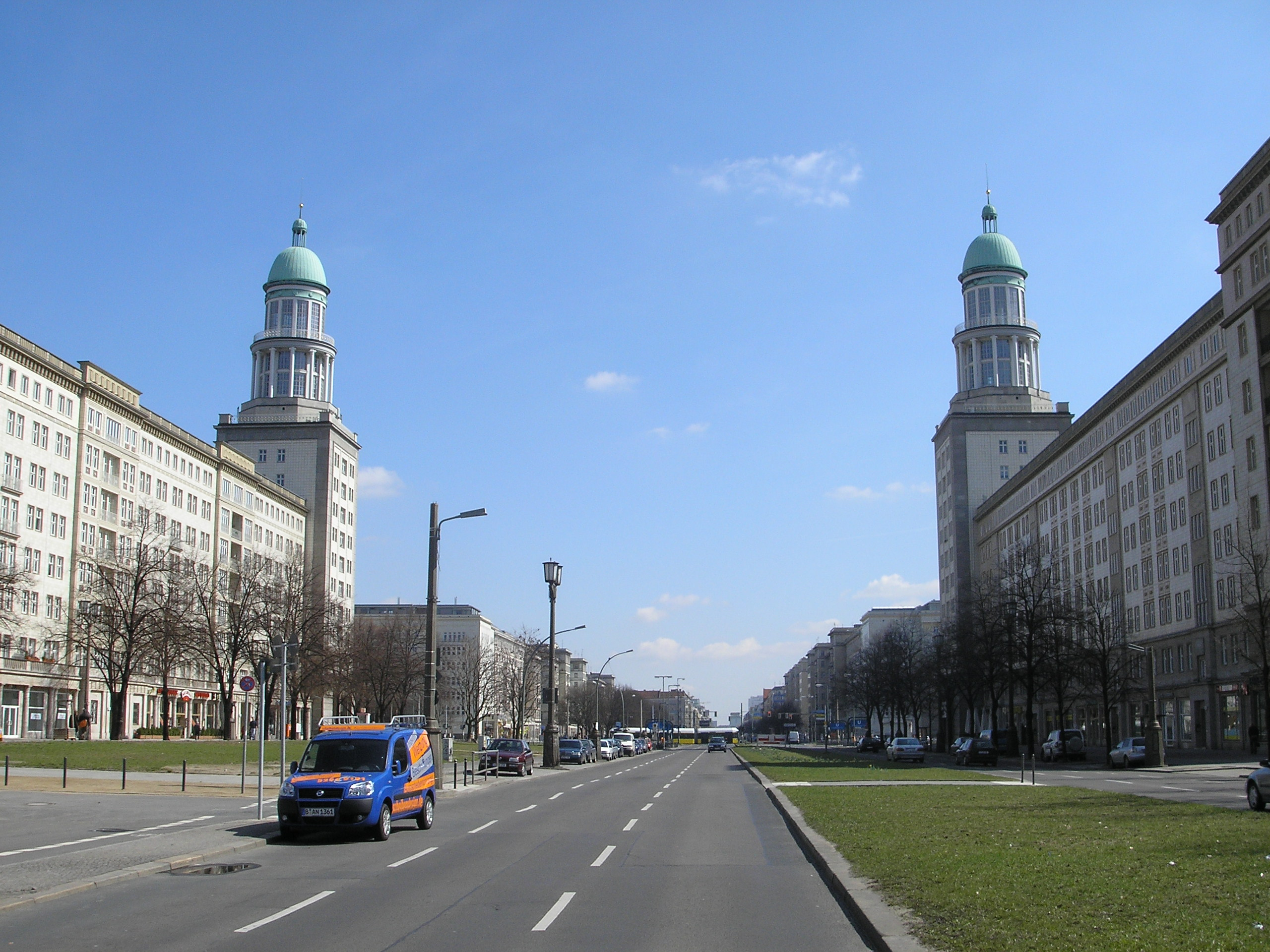
Frankfurter Tor, Ansicht von Westen (Foto 2006)
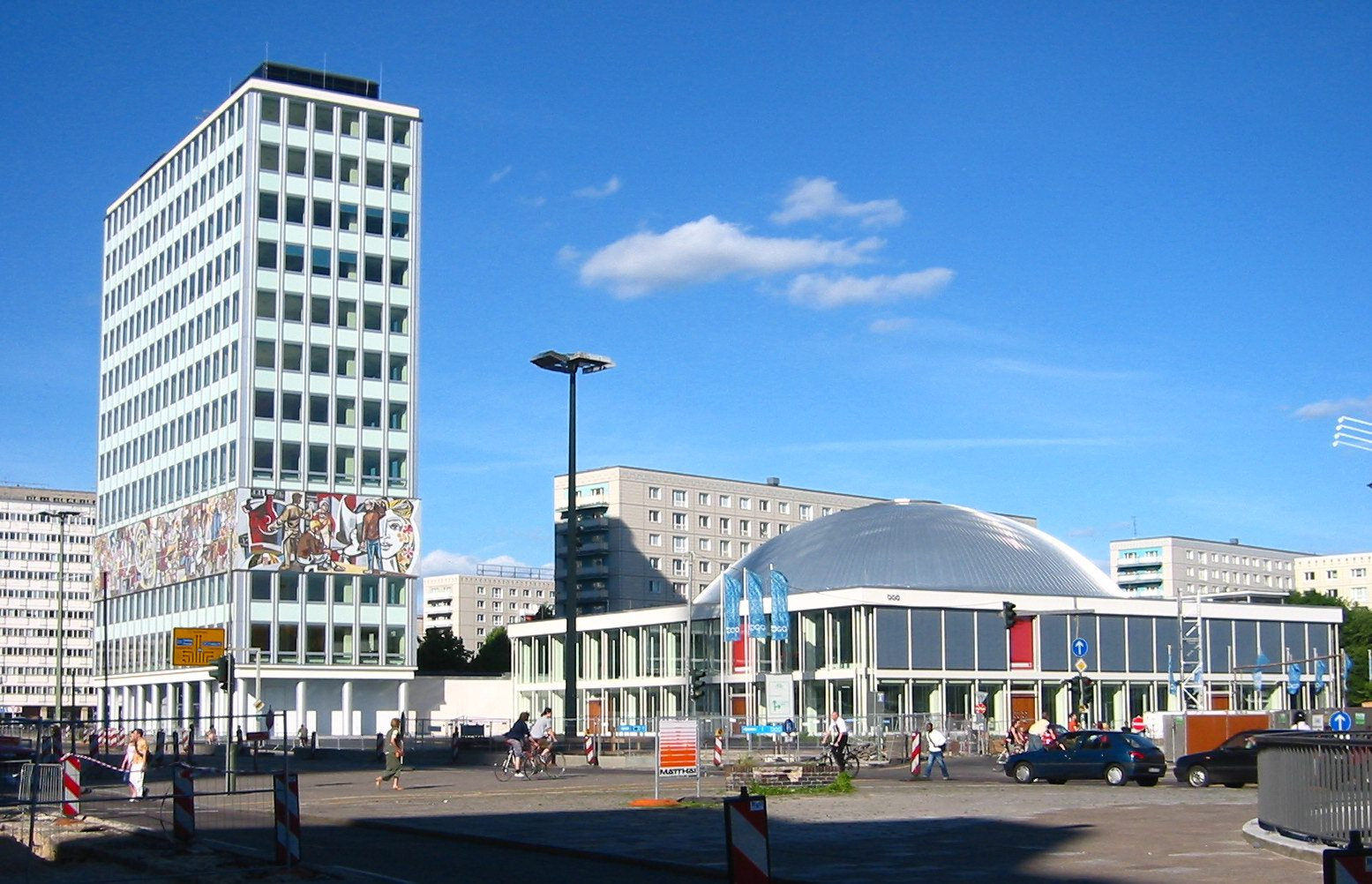
Haus des Lehrers, links (Foto 2005)
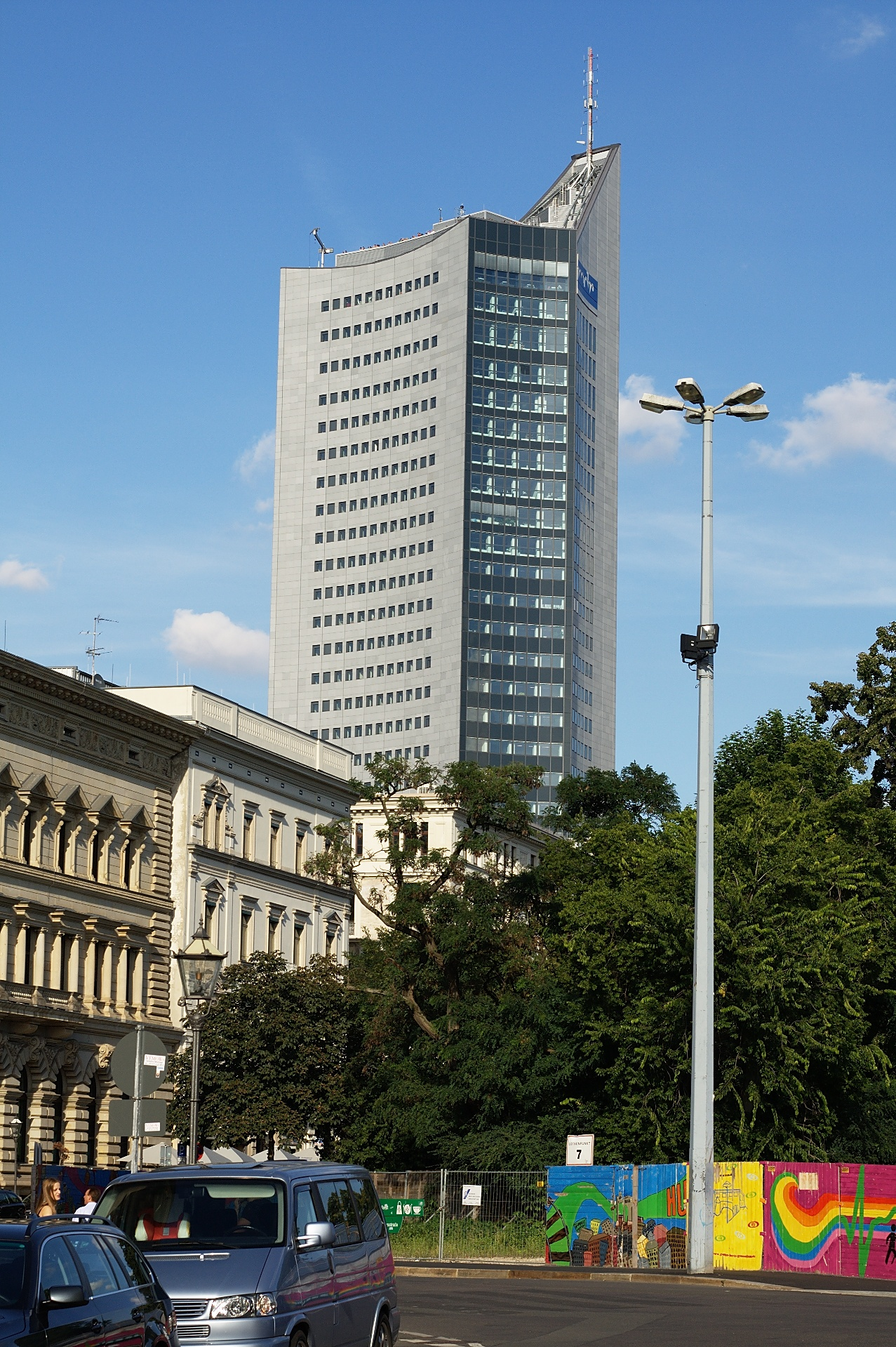
Cityhochhaus (Leipzig) (Foto 2016)
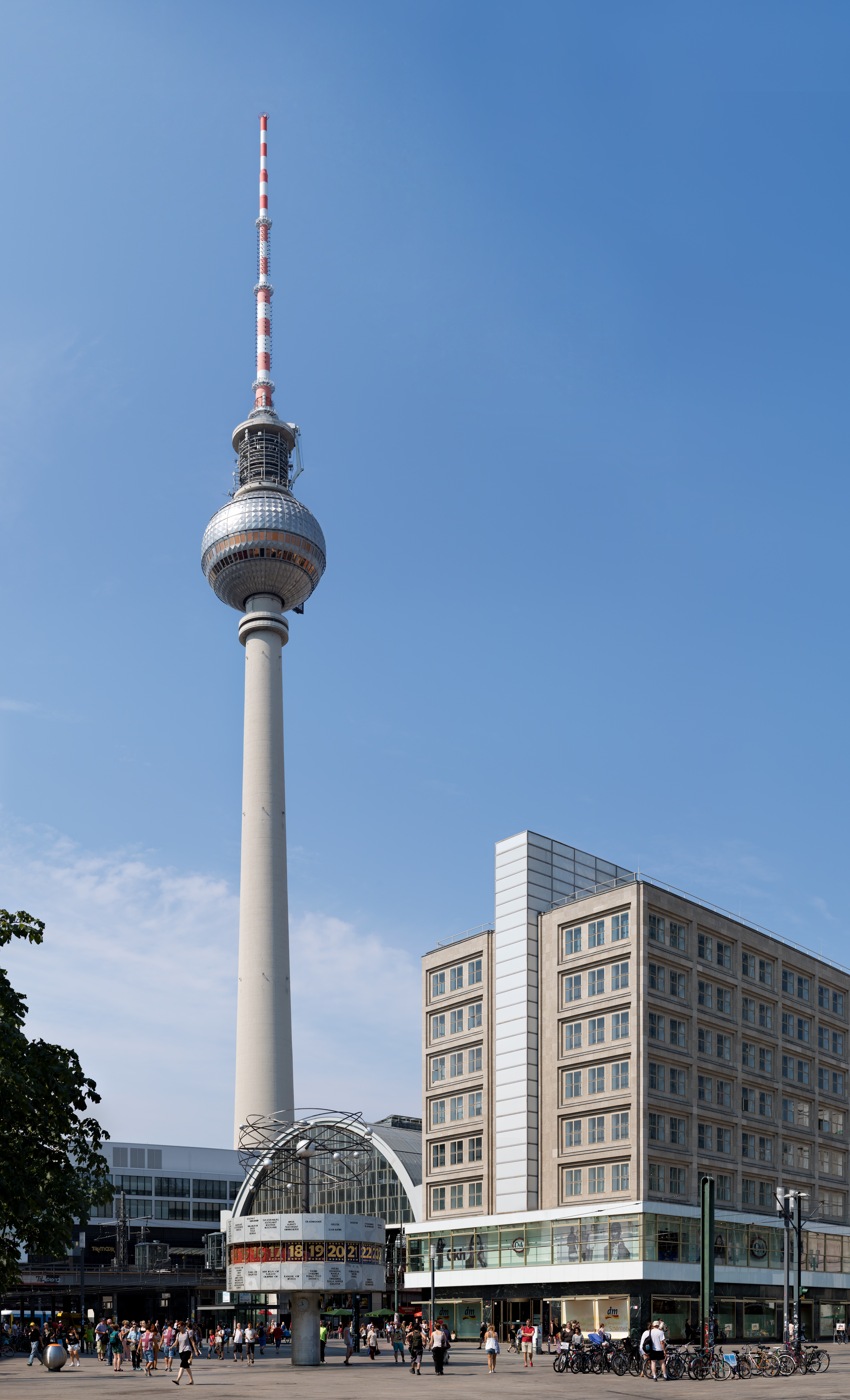
Berliner Fernsehturm (Foto 2015)
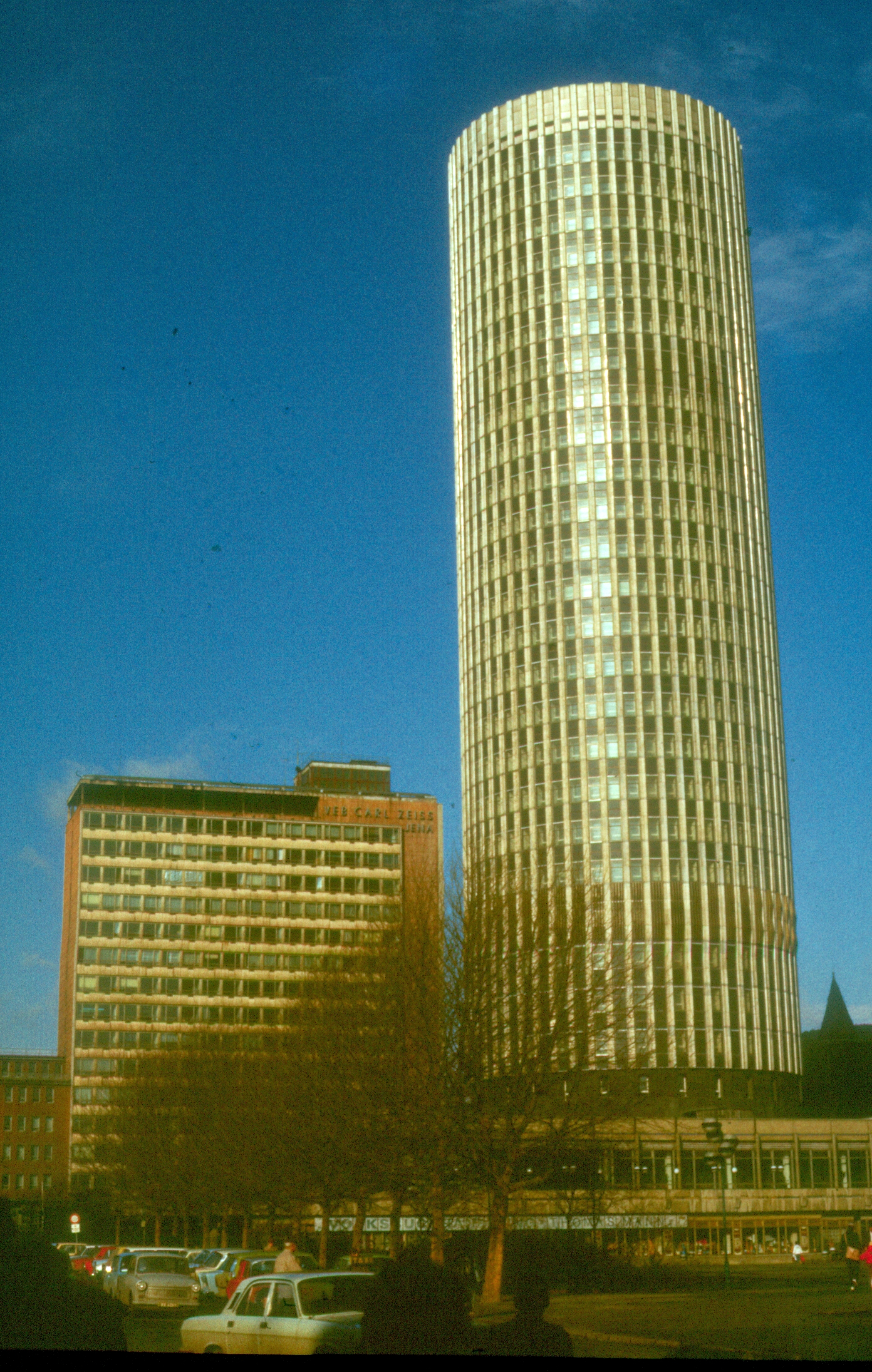
Jentower (Jena) (Foto 1990)

## Auszeichnungen
- 1951: Nationalpreis der DDR, I. Klasse (im Architekten-Kollektiv)
- 1953: Ehrenbürger der Stadt Bernburg (Saale)
- 1965: Vaterländischer Verdienstorden in Silber
- 1970: Ehrendoktorwürde der Weimarer Hochschule für Architektur und Bauwesen
- 1970: Vaterländischer Verdienstorden in Gold
- 1975: Ehrenspange zum Vaterländischen Verdienstorden in Gold

## Veröffentlichungen (Auswahl)
- Eine Fülle neuer Aufgaben. In: Bildende Kunst. Zeitschrift für Malerei, Graphik, Plastik und Architektur. Berlin. 3. Jahrgang Heft 1/1949, S. 9ff.
- Reisen in Bekanntes und Unbekanntes. Hrsg. von Margot Pfannstiel, Verlag für die Frau, Leipzig 1969.
- mit Irene Henselmann: Das große Buch vom Bauen, Kinderbuchverlag, Berlin 1976.
- Drei Reisen nach Berlin, der Lebenslauf und Lebenswandel eines deutschen Architekten im letzten Jahrhundert des zweiten Jahrtausends. Henschel, Berlin 1981.
- Vom Himmel an das Reißbrett ziehen. Baukünstler im Sozialismus. Ausgewählte Aufsätze 1936 bis 1981, Hrsg. von Marie-Josée Seipelt et al. Verlag der Beeken, Berlin 1982, ISBN 3-922993-01-X.
- Ich habe Vorschläge gemacht, hrsg. von Wolfgang Schäche, Ernst und Sohn, Berlin 1995, ISBN 3-433-02872-9 (Aufsatzsammlung).

## Hörfunkberichte/Filme
- Rainer Milzkott: Zum Behagen der Bewohner – Zum Wohlgefallen der Passanten – Wohnen an der Stalinallee, Hörfunkfeature mit Hermann Henselmann, Sender Freies Berlin, 1978.
- Hermann Henselmann, Architekt, Jahrgang 1905, DEFA-Dokumentarfilm, 1986, Regie: Gunther Scholz